# Hermann von der Hardt
Pour les articles homonymes, voir Hardt.
Hermann von der Hardt (1660-1746) est un historien et orientaliste allemand.

## Biographie
Né à Melle, près d'Osnabruck, il étudia les langues orientales aux universités de Iéna et de Leipzig, et s'intéressa particulièrement à l'hébreu. Il devint conservateur de la riche bibliothèque du duc Rodolphe-Auguste de Brunswick-Wolfenbüttel, puis professeur de langues orientales à Helmstedt en 1690, et enfin recteur du gymnase de Marienbourg en 1709. 
La témérité de ses interprétations allégoriques des faits les plus merveilleux de la Bible lui attira de nombreux désagréments. 

## Œuvres
- Autographa Lutheri aliorumque celebrium virorum, ab anno 1517 ad annum 1546, Reformationis aetatem et historiam egregie iliustrantia (1690-1691) ;
- Magnum oecumenicum Constantiense concilium (1697-1700) : cette histoire du concile de Constance fut mise à l'Index ;
- Hebraeae linguae fundamenta (1694) ;
- Syriacae linguae fundamenta (1694) ;
- Elementa Chaldaica (1693) ;
- Enigmata Judaeorum (1705) ;
- Historia litteraria reformationis (1717) ;
- Enigmata prisci orbis (1723).